# 明德 (大理)
明德（952年）是大理国皇帝段思聪的第一個年号，共計1年。
起訖年，方詩銘、李家瑞、李崇智、段玉明作952年－？，王雲、黃德榮作952年。

## 年號及改元出處
- 倪輅《南詔野史》：「後周太祖壬子廣順二年（952）立，改元明德，又改廣德，在位十七年卒。」
- 胡蔚《增訂南詔野史》：「後周太祖壬子廣順二年（952）即位。明年（953），改元明德，又改元廣德。宋太祖乙巳開寶二年（969），思聰卒，在位十七年。」
- 王崧《雲南備徵志》：「後周太祖壬子廣順二年（952）即位，改元明德，宋太祖開寶元年戊辰（968），改元順德，是年薨，在位十七年。」
- 諸葛元聲《滇史》：「段氏四世思聰，後周太祖廣順二年壬子（952）立，改元明德；癸丑（953），改元廣德。開寶元年戊辰（968），思聰又改元聖德。是年，思聰卒，在位十八年。」
- 李京《雲南志略》：「子思聰立。改元明德，又改廣平（陶宗儀《說郛》作廣德）、聖德。在位十七年。」
- 楊慎《滇載記》：「思聰以後周廣順三年（953）立，改元三，曰明德、廣德、聖德。」
- 馮蘇《滇考》：「後周廣順元年（951）〔思良〕死，偽謚聖慈。子思聰嗣。改元明德。明年（952）又改廣德。……在位十八年死。」
- 《白古通記淺述》：「後周廣順二年（952）即位，改元明德。戊辰（968）改順德，是年薨。……在位十七年。」

## 紀年對照表
| 明德 | 元年  |
| ---- | ----- |
| 西元 | 952年 |
| 干支 | 壬子  |

## 同期存在的其他政权年号
- 其他时期使用的明德之年号
- 中國
  - 乾祐（948年－956年）：後漢－劉知遠、劉承祐，北漢－劉旻、劉鈞之年號
  - 廣順（951年－953年）：後周－郭威之年號
  - 保大（943年－957年）：南唐－李璟之年號
  - 乾和（943年－958年）：南漢－劉晟之年號
  - 广政（938年－965年）：後蜀－孟昶之年號
  - 應曆（951年－969年）：遼朝－遼穆宗耶律璟之年號
  - 同慶（912年－966年）：于闐－尉遲烏僧波之年號
- 日本
  - 天曆（947年－957年）：村上天皇之年號